# Manglar d'Àfrica Central
El manglar d'Àfrica central és una ecoregió de la zona afrotròpica, definida per WWF, que s'estén per la costa atlàntica d'Àfrica central i occidental, des de Ghana fins a Angola.
Forma, juntament amb el manglar guineà, la regió denominada manglars del golf de Guinea, inclosa en la llista Global 200.

## Descripció
És una ecoregió de manglar que ocupa 29.900 quilòmetres quadrats en diversos enclavaments de la costa de Ghana, Nigèria, Camerun, Guinea Equatorial, Gabon, la República Democràtica del Congo i Angola. Els més importants es troben en el delta del Níger (Nigèria), a l'est de la desembocadura del riu Cross (Nigèria i Camerun), al voltant de Douala (Camerun), en l'estuari del riu Muni (Guinea Equatorial i Gabon), en la desembocadura del riu Como (Gabon), a les albuferes de Conkouati i en les boques del riu Congo (República Democràtica del Congo).
D'oest a est i de nord a sud, limita amb les següents ecoregions:
- Mosaic de selva i sabana de Guinea
- Selva de terres baixes de Nigèria
- Selva pantanosa del delta del Níger
- Selva de transició del Cross-Níger
- Selva costanera del Cross-Sanaga i Bioko
- Selva costanera equatorial atlàntica
- Mosaic de selva i sabana del Congo occidental
- Sabana del Gran Escarp d'Angola

## Flora
Hi ha cinc espècies principals d'arbres de mangle en l'ecoregió: mangle vermell (Rhizophora mangle), Rhizophora racemosa, i Rhizophora harrisonii, mangle negre (Avicennia germinans) i el mangle blanc (Laguncularia racemosa), mentre que la palma  Nypa fruticans  s'ha introduït des d'Àsia.

## Fauna
Les riques comunitats d'ostres, crancs, invertebrats i la gran varietat de peixos que viuen als manglars sostenen la vida animal, incloent micos, manatí africà (Trichechus senegalensis), i tortugues com el tortuga de closca tova africana (Trionyx triunguis). Entre els ocells hi ha aus aquàtiques reproductores, com ara el martinet estriat i el corb marí africà i grans grapats d'altres durant les migracions.

## Amenaces i preservació
Nigèria és el país més densament poblat d'Àfrica, la qual cosa provoca tensió en les àrees més grans que queden d'aquests hàbitats costaners fèrtils. Se n'ha desforestat molta per al desenvolupament urbà i industrial, com ara les refineries de petroli del delta del Níger, csoa que també han causat pol·lució dels rius i dels pantans. Les àrees urbanes en zones originàriament de manglars inclouen Lagos a Nigèria i Douala al Camerun. Altres tensions a l'ecoregió són l'abonament amb sal i l'agricultura. No obstant això el manglar és un hàbitat resistent i alguns petits grups de manglar romanen en aïllament al llarg de la costa d'Àfrica occidental i central. Les àrees protegides inclouen la Reserva Natural Douala Edéa al Camerun i llacuna Songor a Ghana, mentre que la llacuna Keta, també a Ghana, és un lloc Ramsar.